# Burning Heads
Burning Heads ist eine französische Punkrock-Band mit Hardcore- und Reggae-Einflüssen aus Orléans.

## Geschichte
Die Gruppe formierte sich in den späten 1980er Jahren und spielt seitdem in beinahe unveränderter Besetzung.
Im Jahr 1991 erschien die erste selbst betitelte EP und zwei Jahre später das gleichnamige Debütalbum. Bereits 1994 unterzeichnete die Band für ihr Album Dive einen Plattenvertrag bei Play It Again Sam. Zunehmende Bekanntheit erreichte Burning Heads in den Vereinigten Staaten durch die Veröffentlichung ihrer Alben Be One with the Flames bei Epitaph Records im Jahr 1998 und Escape bei Victory Records im darauffolgenden Jahr. Spätere Veröffentlichungen erschienen bei Sony Records.
Im Jahr 2005 gründete die Band das eigene Plattenlabel Opposite Records in Orléans. Ab 2006 bis 2017 erscheinen alle Alben unter diesem Label mit Ausnahme des Live-Mitschnitts KXLU Live 1999, das bei Nineteen Something veröffentlicht wurde. Im Jahr 2022 erschien das Studioalbum Torches of Freedom bei Rookie Records.

## Diskografie
- 1993: Burning Heads (Semetery Records)
- 1994: Dive (Play It Again Sam)
- 1996: Super Modern World (Play It Again Sam)
- 1997: The Weightless Hits (Play It Again Sam)
- 1998: Be One with the Flames (Epitaph Records)
- 1998: Wise Guy EP (Pinnacle Records)
- 1999: Escape (Victory Records)
- 2002: Opposite (Sony Records, heute Sony Music Entertainment)
- 2003: Taranto (Sony Records)
- 2004: BHASS/Never Trust a Punk (Sony Records with Alif Sound System)
- 2006: Bad Time for Human Kind (Opposite Records)
- 2006: Incredible Rock Machine (Opposite Records)
- 2007: Opposite 2 (Opposite Records)
- 2009: Split 12" with The Adolescents (Opposite Records / Slow Death / Wee Wee)
- 2009: Spread The Fire (Opposite Records)
- 2011: Hear This (Opposite Records)
- 2014: Choose your trap (Opposite Records, KTC, Euthanasie)
- 2017: Escape Alive! (Opposite Records, PPandM)
- 2017: KXLU Live 1999 (Nineteen Something)
- 2020: Under Their Influence (Opposite Records)
- 2022: Torches of Freedom (Rookie Records)